# Zikmund (jméno)
Zikmund je mužské křestní jméno německého původu. Vzniklo ze staroněmeckého jména Sigimund (sigi – vítězství, mund – ochrana) a vykládá se jako „vítězná ochrana, ochránce vítězství“.
Podle českého kalendáře má svátek 2. května. V Česku se jako křestní jméno uděluje jen výjimečně, v sousedních zemích je oblíbenější. Příčinou nízké popularity jména může být tradičně negativní vnímání Zikmunda Lucemburského v českých dějinách. Řádově častěji se Zikmund vyskytuje jako příjmení.
Ženská podoba tohoto jména je Zikmunda, k roku 2016 žila v Česku jediná nositelka tohoto jména.

## V jiných jazycích
- francouzsky: Sigismond
- italsky: Sismondo nebo Sigismondo
- latinsky: Sigismundus
- maďarsky: Zsigmond
- německy a dalšími germánskými jazyky: Sigmund, Siegmund nebo Sigismund
- polsky: Zygmunt
- rusky: Sigizmund
- slovensky: Žigmund
- španělsky, portugalsky: Sigismundo

## Významní nositelé jména
- Svatý Zikmund – raně středověký světec z území dnešní Francie
- Zikmund Lucemburský – syn Karla IV. a jeho čtvrté manželky Alžběty Pomořanské, římský král a císař, uherský a český král
- Zikmund Korybutovič – husitský hejtman, kníže litevský a český zemský správce
- Zikmund z Vranova – husitský polní velitel
- Zikmund I. Starý – nejmladší syn Kazimíra IV. Jagellonského a Alžběty Habsburské, polský král a litevský velkokníže
- Zikmund Hrubý z Jelení – spisovatel, filolog, jeden z nejvýznamnějších českých učenců své doby
- Zikmund II. August – od roku 1548 až do roku 1572 polský král a od roku 1529 velkokníže litevský
- Zikmund III. Vasa – polský a švédský král
- Zikmund Báthory – sedmihradský vévoda
- svatý Zygmunt Gorazdowski – polský kněz a dobrodinec
- Zikmund Winter – český spisovatel, historik a učitel
- Zsigmond Kornfeld – uherský ekonom narozený v Golčově Jeníkově
- Sigmund Freud – rakouský psychiatr původem z Moravy, zakladatel psychoanalýzy
- Zsigmond Móricz – maďarský spisovatel
- Zygmunt Bauman – britský sociolog polského původu
- Sigmund Jähn – východoněmecký kosmonaut, první Němec ve vesmíru
- Žigmund Pálffy – slovenský hokejista

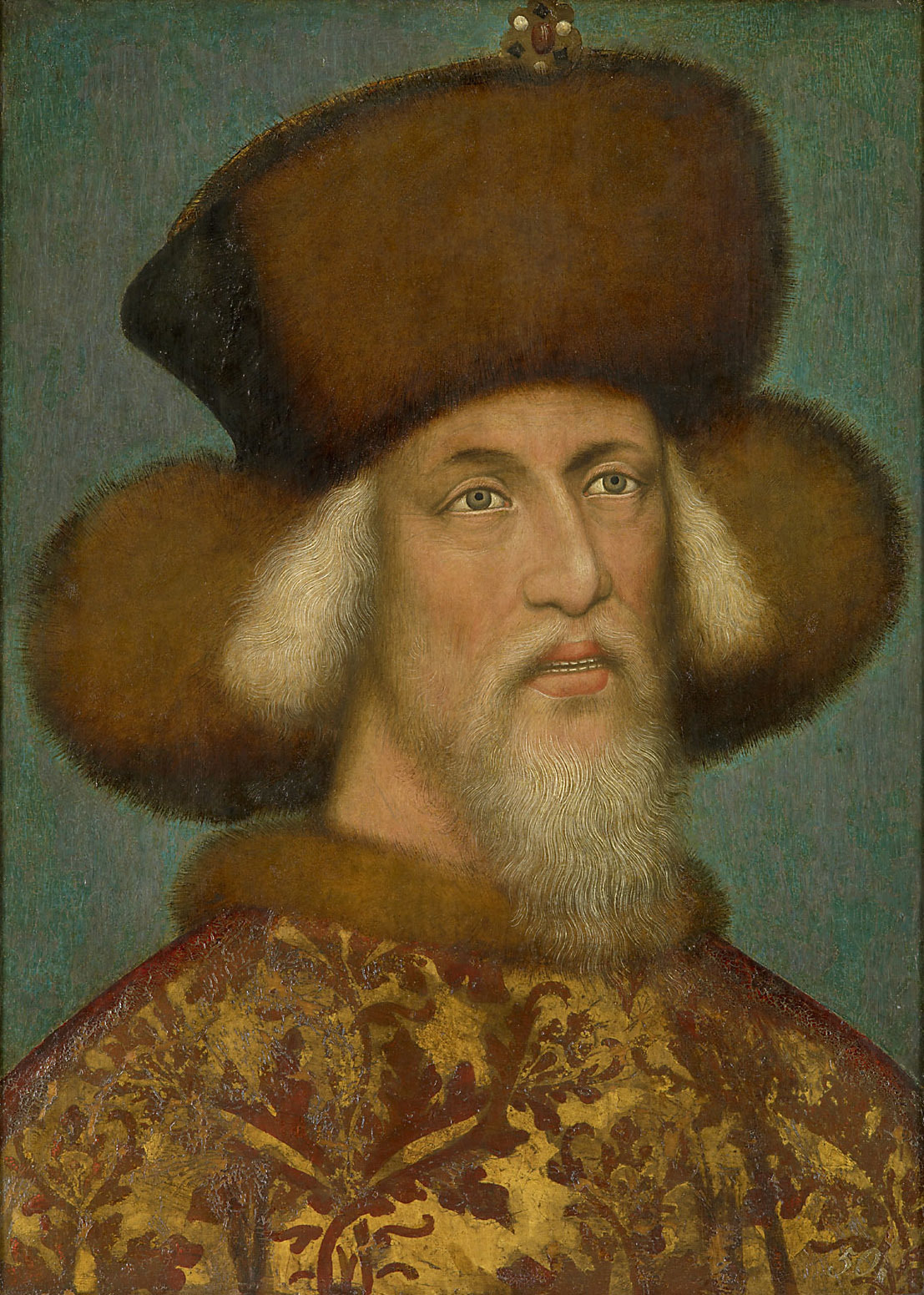
Zikmund Lucemburský
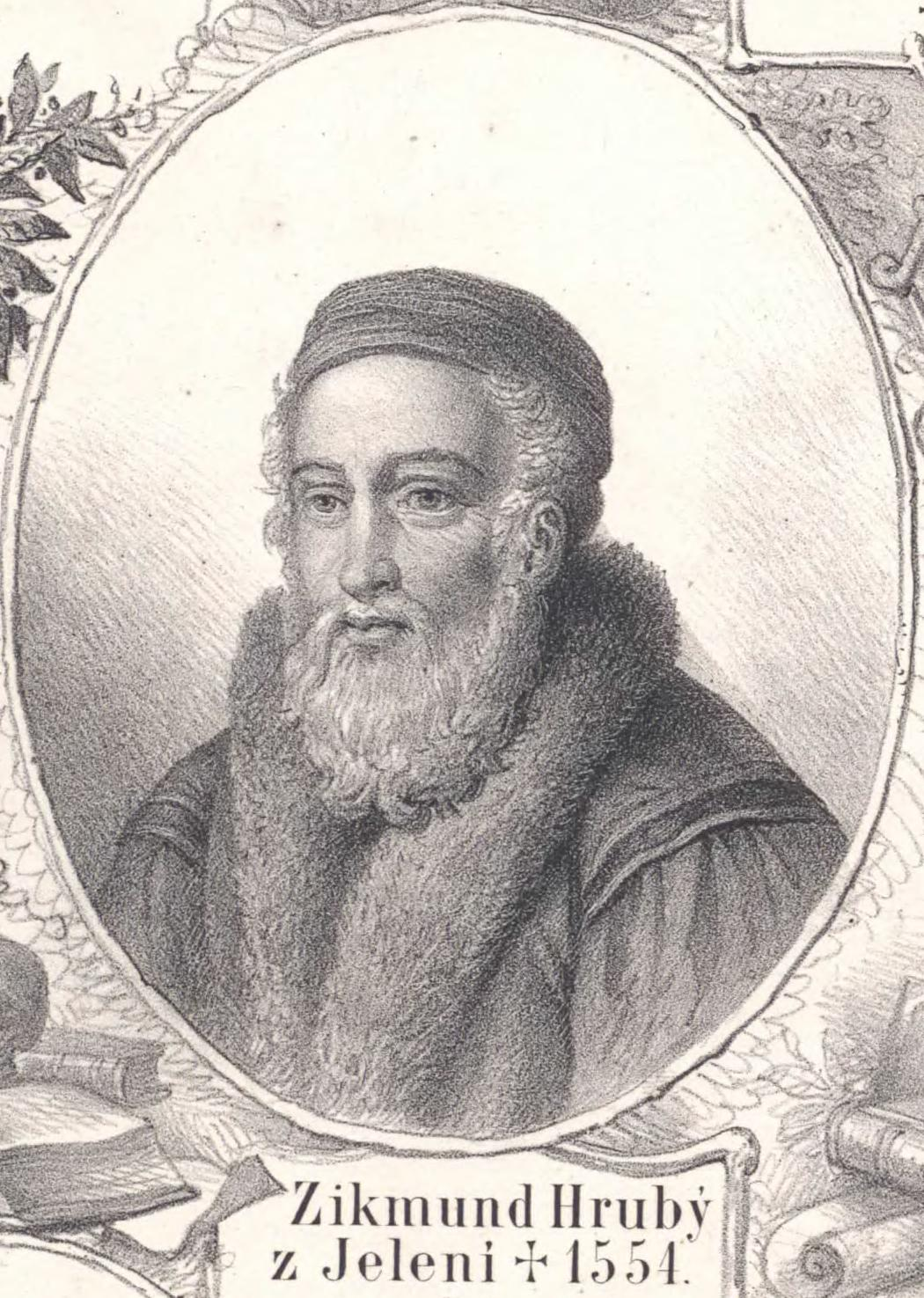
Zikmund Hrubý z Jelení
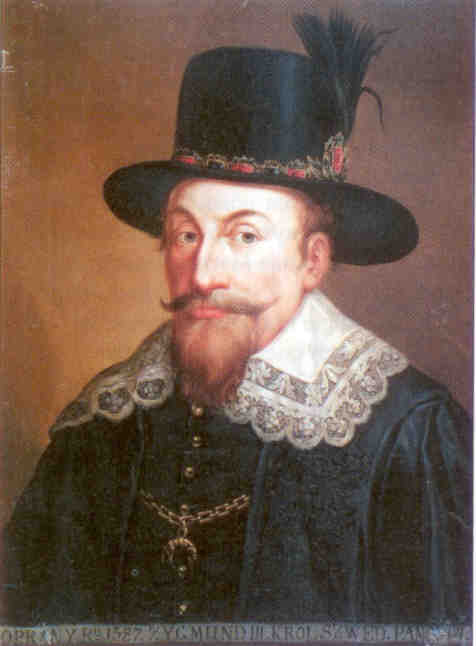
Zikmund Vasa
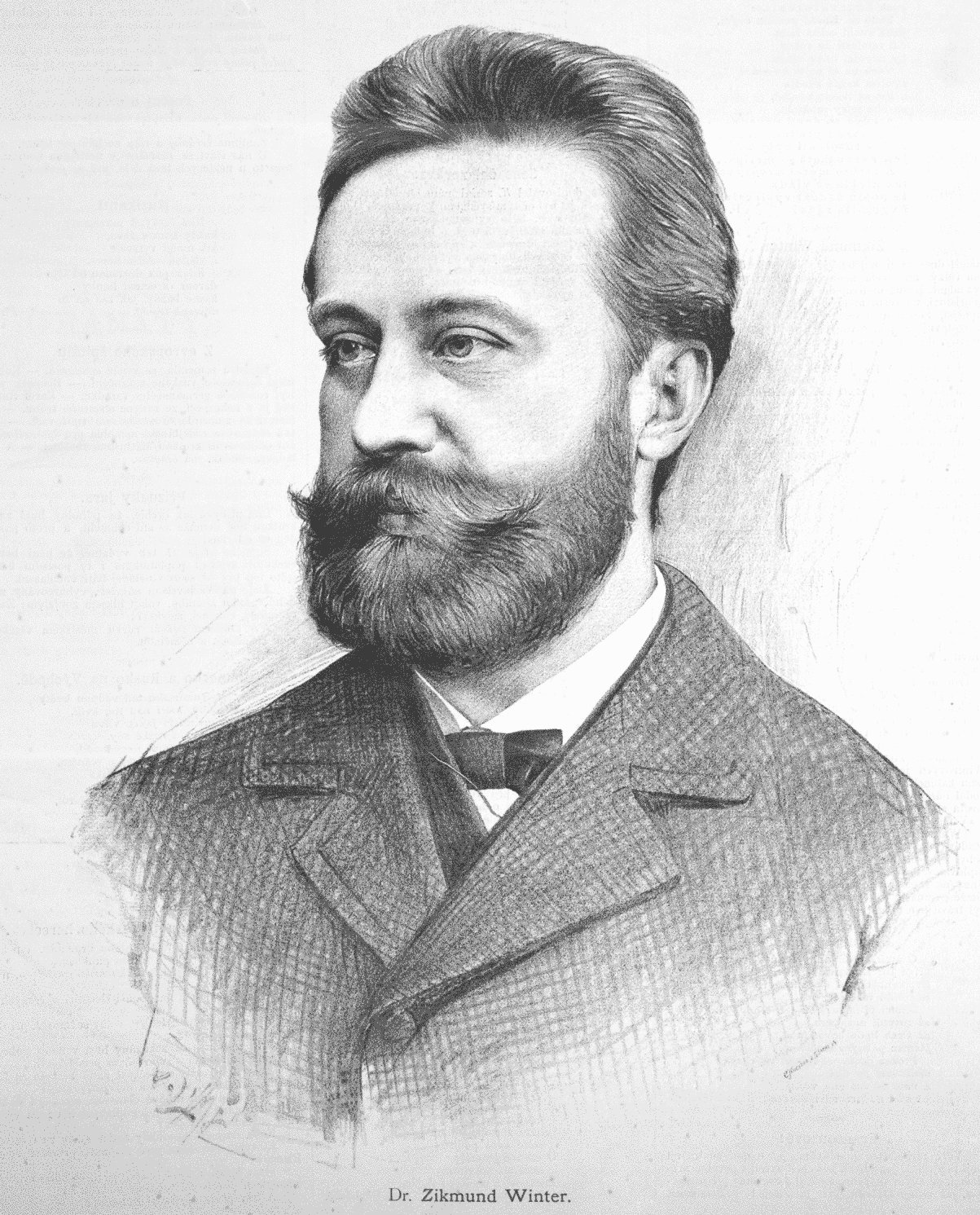
Zikmund Winter
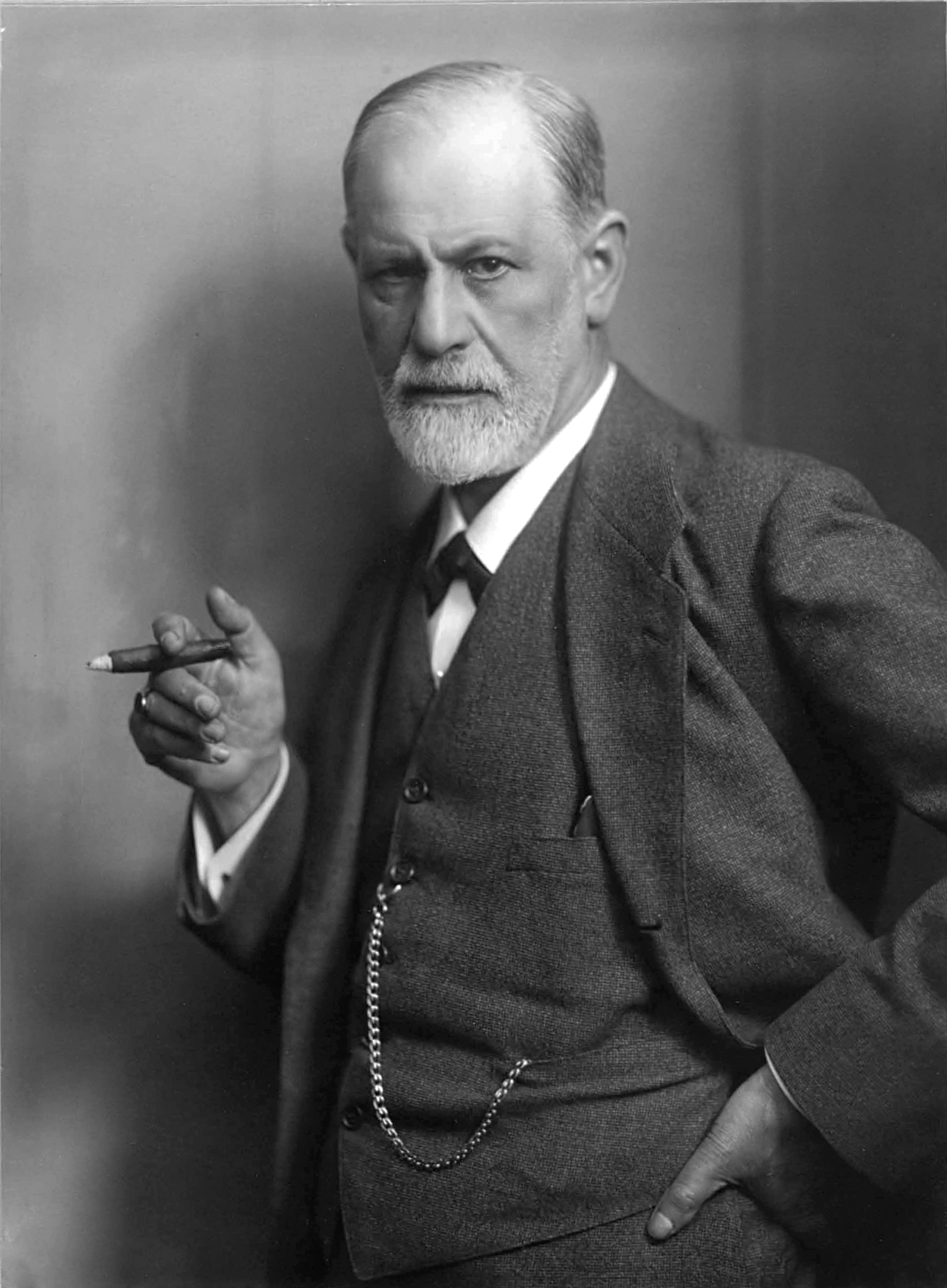
Sigmund Freud